# Gottfrid Bäcklin
Gottfrid Bäcklin, född den 2 januari 1853 i Kumla socken, Västmanlands län, död den 19 februari 1916 i Uppsala, var en svensk skolman. Han var far till Erik Bäcklin.
Bäcklin blev student vid Uppsala universitet 1873. Han avlade filosofie kandidatexamen där 1877 och filosofie licentiatexamen 1888. Bäcklin blev adjunkt vid högre allmänna läroverket i Uppsala 1880, lektor i matematik och fysik där 1890 och rektor vid tekniska skolan i Uppsala 1893. Han promoverades till filosofie doktor 1891. Bäcklin blev riddare av Nordstjärneorden 1907. Han vilar på Uppsala gamla kyrkogård.